# Claudio Villa
Claudio Villa (n. 1 ianuarie 1926, Roma, Regatul Italiei – d. 7 februarie 1987, Roma, Italia) a fost un cântăreț italian.